# Церковь Святейшего Сердца Иисуса (Сингапур)
Церковь Святейшего Сердца Иисуса  (кит.  圣 心 堂) — католическая церковь, находящаяся в Сингапуре. Расположена на Танк роуд напротив Форт Каннинг Парка.

## История
Церковь Святейшего Сердца Иисуса Христа была построена Обществом святого Викентия де Поля в 1906-1910 годах. Строительство спонсировал известный китайский бизнесмен и филантроп Хиок Чан Лоу.
15 февраля 1942 года церковь была сильно повреждена после попадания японского артиллерийского снаряда.
В 1969 году церковь была отремонтирована; в ней был обустроен третий этаж, на котором сейчас располагаются учебные комнаты и конференц-зал.